# Mirjam Kosch

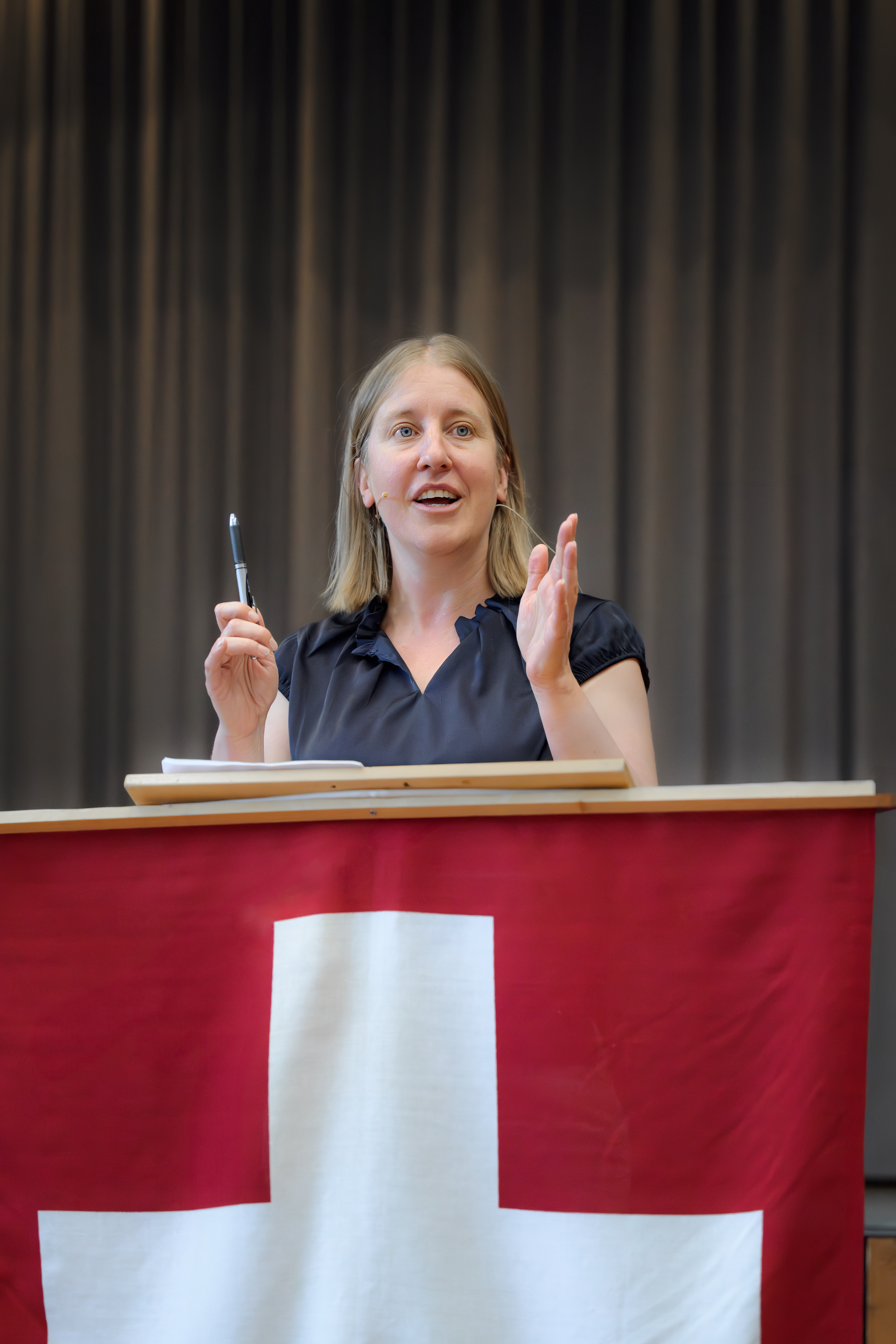
Mirjam Kosch hält die 1. Augustrede 2024 in der Gemeinde Berikon

Mirjam Kosch (* 3. August 1985; heimatberechtigt in Rüschlikon) ist eine Schweizer Politikerin (Grüne).

## Leben
Mirjam Kosch wuchs in Rüschlikon auf. Sie studierte Umweltnaturwissenschaften an der ETH Zürich und war anschliessend in der Umweltberatung und der Entwicklungszusammenarbeit tätig. Kosch promovierte 2018 an der ETH Zürich zur Klimapolitik im Energiesektor und war nach einer Anstellung an der Zürcher Hochschule für Angewandte Wissenschaften von 2020 bis 2022 am Potsdam-Institut für Klimafolgenforschung tätig. Mirjam Kosch arbeitet als Energieökonomin für den Kanton Zürich. Sie lebt seit 2012 in Aarau.

## Politik
Mirjam Kosch wurde bei den Wahlen 2020 in den Grossen Rat des Kantons Aargau gewählt. Von 2021 bis 2024 war sie Mitglied der Kommission Volkswirtschaft und Abgaben und seit 2025 Mitglied der Kommission für Aufgabenplanung und Finanzen. Zudem ist sie seit 2022 Mitglied der Interkantonalen Legislativkonferenz Kosch war 2022 zweite Vizepräsidentin, 2023 erste Vizepräsidentin und vom 9. Januar 2024 bis 7. Januar 2025 Präsidentin des Grossen Rates; und somit formell höchste Aargauerin.
Mirjam Kosch war Vorstandsmitglied der Grünen Kanton Aargau und war von 2014 bis 2020 Präsidentin der Grünen Aarau. Sie ist Vizepräsidentin des Observatoire de la politique climatique Luxembourg sowie Mitglied des wissenschaftlichen Begleitgremiums der Staatsbank und Staatssparkasse Luxemburg.